# Evoluzionismo (scienze etno-antropologiche)
L'evoluzionismo, nelle scienze etnoantropologiche, è un approccio teorico che vede le varie culture umane collocate in differenti stadi evolutivi.
I diversi stadi evolutivi possono essere rapportati a quelli definiti dalla legge dei tre stadi di Auguste Comte.
È stato idealizzato nella seconda metà dell'Ottocento, quando l'antropologia (o etnologia) si è affermata nel mondo accademico, il paradigma teorico dominante. Nel Novecento viene soppiantato da altri approcci che negano alcuni elementi basilari della visione evoluzionistica. Una parte minoritaria della comunità scientifica, prevalentemente negli Stati Uniti, ritiene tuttora valida la teoria evoluzionistica della cultura. Questi studiosi sono stati spesso definiti neoevoluzionisti.

## La teoria evoluzionistica classica
I primi antropologi riconosciuti come scienziati furono britannici e americani. Studiosi come Edward Burnett Tylor e James Frazer in Gran Bretagna si occuparono dell'argomento lavorando soprattutto su materiali raccolti da altri, di solito missionari, esploratori, o ufficiali coloniali, e vengono spesso definiti "antropologi da poltrona". Negli Stati Uniti, fu Lewis Henry Morgan il primo grande antropologo. Egli concentrò la ricerca sui nativi americani, stabilendo con alcuni popoli (soprattutto i Seneca) rapporti molto profondi.
Questi etnologi erano interessati in modo particolare alle ragioni per cui i popoli che vivevano in diverse parti del globo avessero credenze e pratiche simili. Tutti fondavano la loro teoria sulla convinzione che la storia dell'uomo si muove sulla linea di un progresso costante. La storia della società umana era vista come il prodotto di una sequenza necessaria di stadi di sviluppo sempre più complessi, culminante nella società industriale di metà Ottocento. Le società contemporanee più semplici non avevano ancora raggiunto gli stadi culturali più elevati del progresso e potevano essere ritenute simili alle società più antiche. In questo quadro si cercava di dare spiegazione a comportamenti e usanze ritenuti altrimenti insensate: essi sarebbero sopravvivenze di precedenti stadi culturali.
In questo paradigma teorico, i popoli "selvaggi" sparsi sui vari continenti possono illustrare le condizioni di vita degli uomini preistorici, antenati della nostra civiltà. Per cui le società non europee venivano viste come dei "fossili viventi" di stadi di evoluzione sorpassati dalla civiltà occidentale e che potevano essere studiati per gettare luce sul passato di quest'ultima.
Quest'approccio teorico implicava una contrapposizione alle teorie razziste che sostenevano vi fossero differenze razziali e biologiche tra i vari popoli. Per gli antropologi evoluzionisti la specie umana è unica e non vi sono differenze biologiche tra i vari gruppi per quanto riguarda le abilità mentali. Per questo è possibile per ogni gruppo sociale percorrere le tappe che lo avrebbero fatto progredire.

## Provenienze dell'evoluzionismo antropologico
Nella teologia medioevale si affermava una scala dell'esistenza alla sommità della quale vi era Dio, poi angeli, esseri umani, scimmie, e via via gli altri animali e piante. Il concetto di evoluzione come lo conosciamo oggi si sviluppa nelle scienze morali ed economiche a partire dall'illuminismo. David Hume e Adam Smith hanno una visione della società che migliora se stessa, se lasciata libera di cambiare il suo assetto produttivo, distributivo e istituzionale. Jean-Baptiste de Lamarck nel 1809 espone la sua teoria evolutiva per la quale i caratteri acquisiti vengono trasmessi ai discendenti.
L'evoluzione darwiniana introduce la selezione dei caratteri più adatti e rende in breve l'evoluzionismo biologico uno dei pilastri della scienza. Come era stato influenzato dagli evoluzionismi dei filosofi, il darwinismo eserciterà grandissima influenza sulle nascenti scienze sociali ed etnoantropologiche; purtroppo verrà anche massicciamente recepito dalle scienze umane in maniera distorta, quale riedizione della "grande scala dell'essere" di carattere medioevale-rinascimentale, o come darwinismo sociale (in realtà più correttamente spencerismo e precedente di quasi un decennio alla pubblicazione delle teorie di Darwin).
In particolare il Darwinismo scientifico nega il concetto di progresso, nega il concetto che l'evoluzione sia una linea continua e nega il concetto che l'uomo sia la più evoluta e superiore delle creature, negando in toto che una creatura sia superiore ad un'altra. 
Non solo, il darwinismo, come tutte le teorie scientifiche, ha subito una sua "evoluzione" interna, incorporando la genetica (sintesi moderna) e confrontandosi con la paleontologia (teoria degli equilibri punteggiati o dell'interruzione momentanea della stasi) ed ha ulteriormente rifiutato una visione della natura come progresso dall'inferiore al superiore e come distruzione dell'inferiore.
Il più adatto è un concetto (vetero darwinista, ma tuttora sostanzialmente valido nelle scienze naturali) che non vuol dire "superiore", ma semplicemente adatto a condizioni di vita determinate dall'ambiente e destinate ad essere momentanee: nessuno dunque è "perfettamente adattato" poiché nessun ambiente è stabile ovvero le condizioni possono cambiare determinando il fallimento di una specie di per sé "perfetta"; l'uomo stesso è ben lungi dall'essere il compimento della evoluzione e viene ridotto a un accidente temporaneo così come tutte le specie viventi, abbattendo lo steccato che divide l'uomo dall'animale.

## Evoluzionismo e psicanalisi
Il pensiero evoluzionista influenzò la psicanalisi nel suo aspetto meccanicista - evoluzionista. Tale teoria è stata così esemplificata: «tutto quello che vediamo oggi non è altro che quello che c'era prima in una forma rinnovata» così come il vapore non è altro che acqua che si presenta con un diverso aspetto. Così William James:«Il punto al quale noi evoluzionisti dobbiamo tenerci saldi è questo: tutto ciò che appare sotto nuova forma non è in realtà che il risultato della ridistribuzione della materia originale ed invariata». E, ancora James, sulla conoscenza: «nessuna forma di vita, nessun agente che non fosse presente al principio si introduce negli stadi successivi». La concezione non meccanicista d'altra parte metterebbe in risalto che il vapore, benché sviluppato dall'acqua è qualcosa di completamente nuovo. Karen Horney partendo da questi principi in tal modo esposti, ha sostenuto che Freud sia un evoluzionista «nel suo pensiero, ma in una forma meccanicista» ed ha espresso l'opinione che la psicanalisi, «se vuole sviluppare in pieno le sue grandi possibilità, deve liberarsi dell'eredità del passato».

## Correnti evoluzionistiche nelle scienze etnoantropologiche
Julian Steward individua tre filoni principali (1955):
- unilineare
- universale
- multilineare

### Evoluzionismo unilineare
È quello dominante nell'evoluzionismo classico dell'Ottocento. Per questa concezione esiste una linea evolutiva dominante, tutte le società passano attraverso gli stessi stadi e lo fanno con velocità diverse. Tipici argomenti trattati erano l'evoluzione dell'organizzazione familiare, vista da Morgan come un passaggio da matrilinearità a patrilinearità, o della religione; Frazer individuava nelle fasi in cui c'è il predominio della magia, della religione e della scienza i tre stadi che le società attraversano.

### Evoluzionismo universale
Approccio fiorito a inizio Novecento, cerca di dare meno importanza ai percorsi evolutivi dettagliati che si cercavano fino allora, concentrando l'attenzione sull'individuazione di più generiche fasi epocali della società. In seguito Leslie White, negli anni 1940 e 1950, propose una teoria dell'evoluzione della cultura determinata principalmente dalle condizioni tecnologiche. Marshall Sahlins, Marvin Harris e altri materialisti culturali ereditarono in parte questa visione.

### Evoluzionismo multilineare
Julian Steward affermò l'idea di diverse linee di evoluzione nelle diverse aree geografiche. Importante diviene quindi il rapporto ecologico tra l'ambiente naturale e le tecnologie umane (ecologia culturale). Peter Murdock portò avanti un'opera di catalogazione di tratti culturali delle diverse società, in modo da rendere possibili analisi statistiche per individuare linee evolutive.

## Neodarwinismo e sociobiologia
Nella seconda metà del Novecento sono stati presentati diversi 'aggiornamenti' alle teorie di Darwin: ad esempio, nel 1972 i paleontologi e biologi americani Niles Eldredge e Stephen Jay Gould proposero la Teoria degli Equilibri Punteggiati, ritenendo che l'evoluzione avvenisse in modo non-lineare; mentre l'etologo e biologo britannico Clinton Richard Dawkins con l'ipotesi del “Gene Egoista” (1976) ha identificato nel gene il soggetto principale della selezione naturale e non più nell'organismo individuale come faceva Darwin.
Nel 1975 Edward Osborne Wilson con la sociobiologia portò la genetica all'interno della riflessione socio-antropologica. La cultura sarebbe determinata dai geni e l'evoluzione dei comportamenti sociali e culturali sorgerebbe in continuità con l'evoluzione biologica. Approcci di questo tipo non ebbero fortuna nell'antropologia quanto nella biologia. Harris e Sahlins bollarono la sociobiologia come riduzionismo biologico.